# Хатибонико
Хатибонико (исп.) — муниципалитет провинции Санкти-Спиритус на Кубе.

## Климат
Средняя годовая температура в муниципалитете составляет 26°C. Средняя температура летом — 27 градусов, зимой — 23 градуса. Годовая норма осадков — 1000 мм. 800—1000 мм приходятся на южную часть, а 1250—1500 — на северную и центральные части. Сухой период наступает в ноябре—мае.

## Гидрография
На территории муниципалитета протекает река Хатабонико дель Сур. Бассейн реки — 835 км², длина — 117 км. На реке построены две плотины для орошения, вода из водохранилищ активно используется в качестве питьевой.

## Католическая приходская церковь
Галерея с оконными стеклами с росписью была найдена в местной католической приходской церкви — церкви Иосифа Обручника.

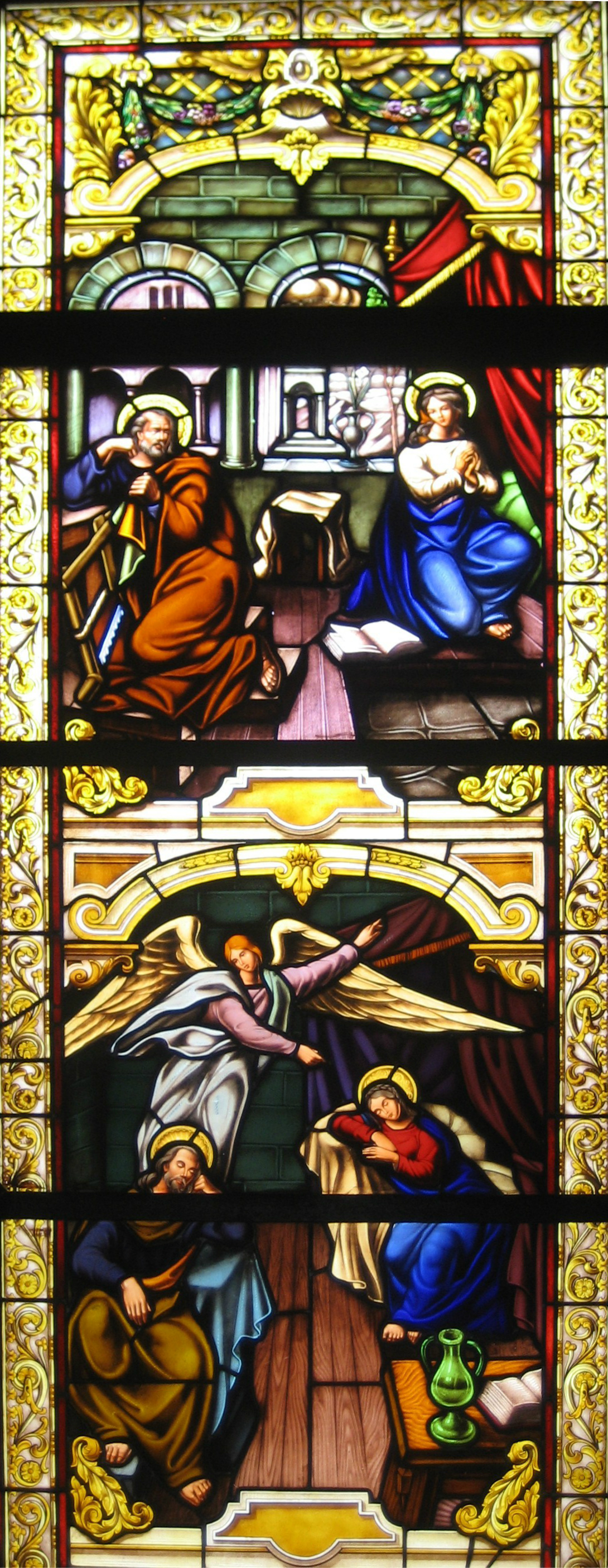
Расписанное стекло из церкви Иосиф Обручника.
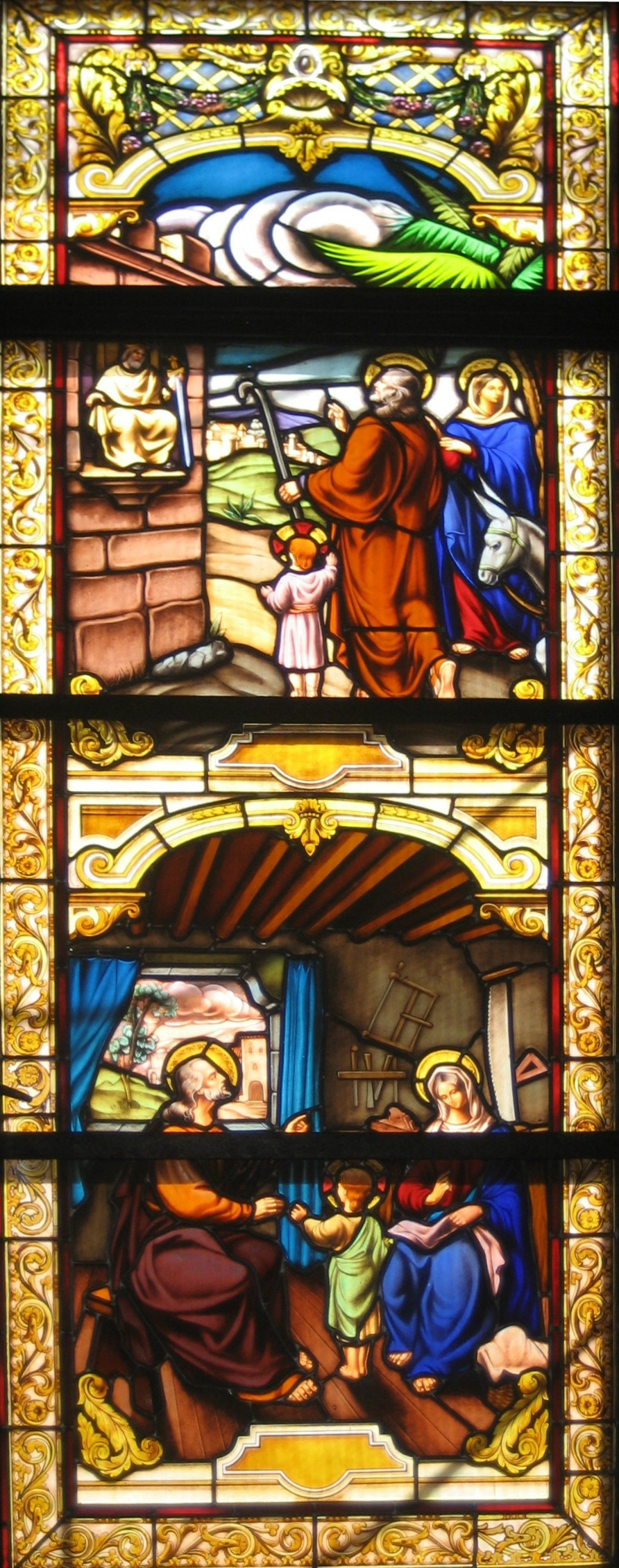